# Defensine

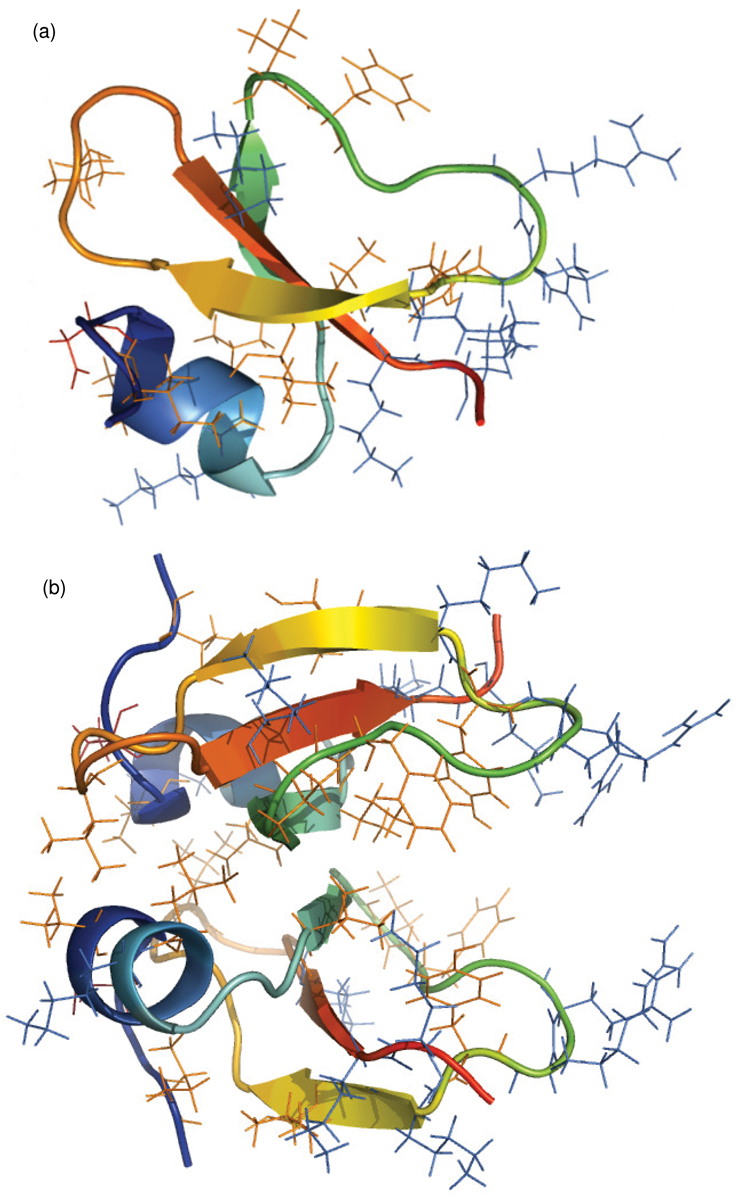
(a) Monomere und (b) dimere Struktur des humanen β-Defensins HBD-2

Defensine sind kleine 33–47 Aminosäuren lange Peptide, die drei intramolekulare Disulfidbrücken besitzen. Sie kommen als antimikrobielle Peptide in allen tierischen Organismen und höheren Pflanzen vor und dienen der Abwehr von mikrobiellen Erregern, vor allem Bakterien, aber auch Pilzen und Toxinen. Ferner wird davon ausgegangen, dass sie die Vermehrung von Viren hemmen sowie Monozyten anlocken und aktivieren.
In Säugetieren findet man sie zahlreich auf Haut- und Schleimhautoberflächen und sie bilden einen großen Anteil der Proteine (etwa 30 %) in den Granula der neutrophilen Granulozyten. Während einer Entzündungsreaktion steigt die körpereigene Produktion der Defensine an.

## Klassifikation
Defensine lassen sich anhand ihrer Verwandtschaft in vier Familien aufteilen, die jeweils einen eigenen Eintrag bei der Membrantransport-Proteindatenbank besitzen: die tierischen Defensine (1.C.19), die pflanzlichen Defensine (1.C.45), die Insekten-Defensine (1.C.47) und die porenbildenden säugetierspezifischen β-Defensine (1.A.68).

## Funktion
Der Wirkungsmechanismus der Defensine ist noch nicht vollständig aufgeklärt. Bekannt ist, dass Defensine viele kationische und hydrophobe Aminosäurereste tragen. Derartige Peptide sind also Moleküle, die aus zwei funktionellen Teilen aufgebaut sind und deren positiven Ladungen mit den negativen Ladungen der Erregermembranen interagieren.
Die Vorliebe der Defensine gilt Membranen, die sich durch einen geringen Anteil an Cholesterin auszeichnen und dadurch von denen der eukaryontischen Organismen unterscheiden. Wenn sie die Membran durchdrungen haben, interagieren sie ebenfalls mit anionischen Molekülen innerhalb der Erregerzelle, etwa der DNA und RNA. Durch diese relativ unspezifische Wirkung ist das Wirkungsspektrum breit (Breitbandantibiotikum) und es bleibt schwierig für die Erreger, dem Mechanismus der Defensine entgegenzuwirken.
Überraschenderweise wurde festgestellt, dass das Gen für dominant schwarze Fellfarbe des Haushundes ebenfalls ein Defensin mit der Bezeichnung β-Defensin 103 (CBD103) codiert. Dieses Genprodukt bindet an den Melanocortinrezeptor 1, der durch den Extension-Locus codiert wird und hat eine starke Wirkung auf die Umschaltung von Phäomelanin auf Eumelanin.

## Forschung

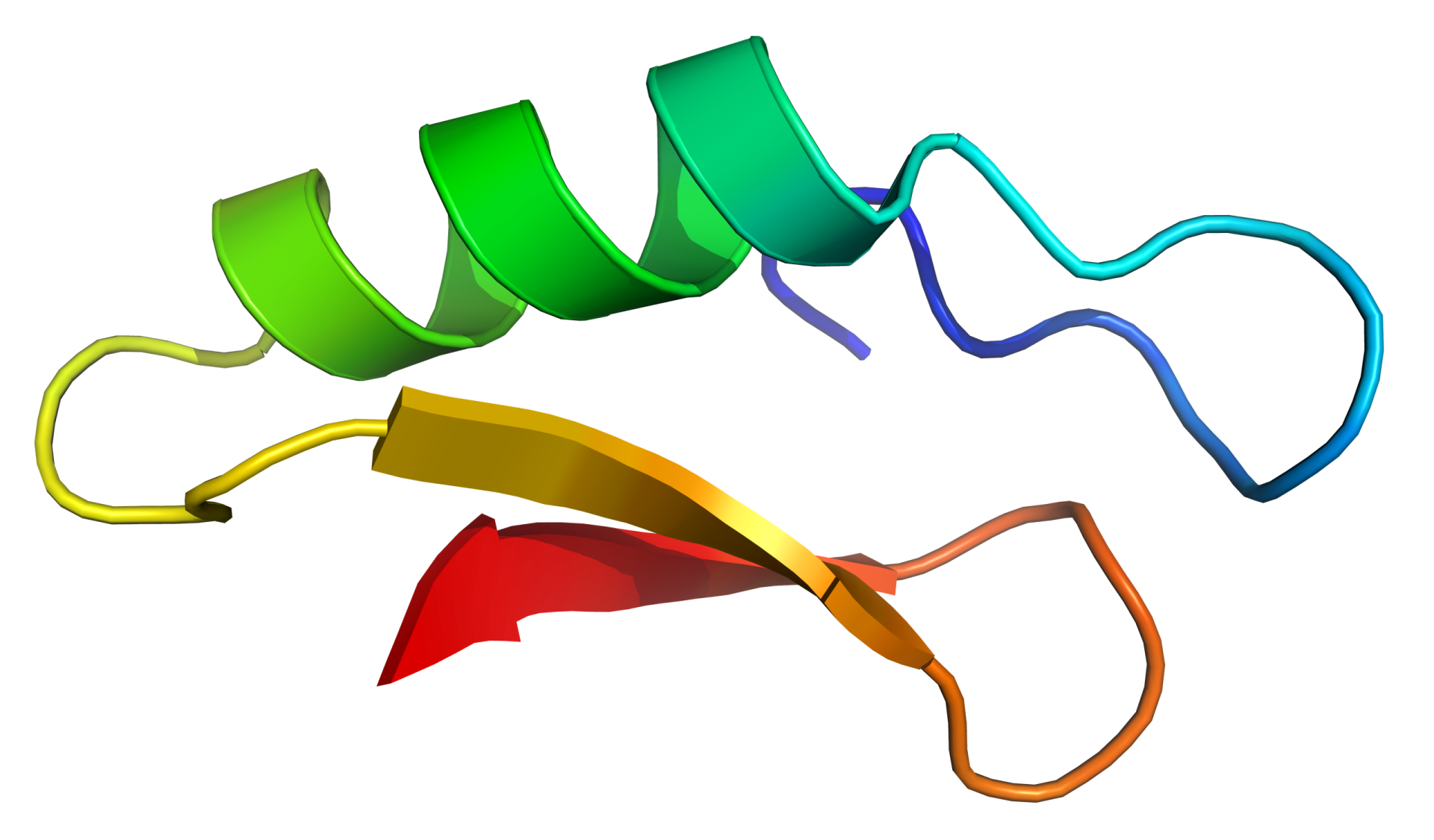
Plektasin des Pseudoplectania nigrella

2001 wurde im Rahmen einer Studie der dänischen Firma Novozymes das Peptid Plectasin entdeckt und 2005 in einer Publikation beschrieben, das als Abwehrmolekül zu den bei Pilzen aus der Ordnung der Becherlingsartigen, Tieren und wohl auch Pflanzen weit verbreiteten sogenannten Defensinen gehört. Bei der nunmehr erfolgten Aufklärung seiner Wirkungsweise wurde nachgewiesen, dass dieser Wirkstoff mit zwei Effekten eine Bakterienabwehr auslöst. Er tötet einerseits die Krankheitserreger, in dem sich das Protein an den Zellwand-Bestandteil Lipid II anheftet und damit verhindert, dass dieser in neue Bakterienwände eingebaut wird. Andererseits alarmiert und aktiviert er auch zugleich das Immunsystem. Plectasin zeigte sowohl in vitro als auch in einem In-vivo-Maus-Infektionsmodell eine besonders hohe Wirksamkeit gegenüber Pneumokokken. Vorklinische Studien haben ebenfalls ergeben, dass multiresistente Bakterien deutliche Schwierigkeiten hatten, gegen dieses Defensin eine Resistenz zu entwickeln. Die Forscher sehen daher in diesem Wirkstoff eine vielversprechende Leitsubstanz für neue Antibiotika.
In derzeitigen Forschungen versucht man, die Defensine als Antidot beispielsweise gegen das bakterielle Anthrax-Toxin zu verwenden.